# Красноборка
Красноборка (укр. Краснобірка) — село на Украине, находится в Радомышльском районе Житомирской области.
Код КОАТУУ — 1825085001. Население по переписи 2001 года составляет 972 человека. Почтовый индекс — 12235. Телефонный код — 4132. Занимает площадь 2,181 км².

## Происхождение названия
По одному из преданий, название происходит от сочетания слов красный (как пламя огня) и Бор. Согласно легенде, село основано на месте сожженного соснового леса.

## Адрес местного совета
12235, Житомирская область, Радомышльский р-н, с. Красноборка, ул. В. Черновола, 5